# Тип 98 «Ко-Хи»
Тип 98 «Ко-Хи» — японская экспериментальная самоходная зенитная установка на базе полугусеничного тягача-транспортёра Ко-Хи.

## Описание
Тип 98 Хо-Ки являлся комбинацией полугусеничного транспортёра-тягача Ко-Хи, производившегося на автомобильном заводе Isuzu с 1938 года. и наиболее распространённого в японской армии зенитного орудия Тип 98, максимальная дальность стрельбы по горизонтали составляла 5500 метров, по вертикале 3500 метров и обладало скорострельностью до 300 выстрелов в минуту.
На задней площадке тягача на месте пассажирских сидений оборудовалась платформа, на которую устанавливалась одна 20-мм пушка Тип 98. Экипаж установки составлял 15 человек.
О количестве собранных ЗСУ на базе тягача «Ко-хи» и их дальнейшем использовании данных нет. Точно известно, что был построен и успешно испытан один прототип зенитного самоходного орудия.